# باریک‌آباد
باریک آباد، دهی است از دهستان تل بزان شهرستان مسجدسلیمان، استان خوزستان
باریک آباد. (اِخ) دهی است از دهستان تل بزان بخش مسجدسلیمان شهرستان اهواز که در ده هزارگزی جنوب خاوری مسجدسلیمان کنار راه شوسه شرکت نفت واقع است. منطقه‌ای است کوهستانی، گرمسیر با ۱۸۰ تن سکنه. آبش از لولهٔ شرکت نفت تامین میشود. محصولش غلات و شغل مردمش زراعت و کارگری شرکت نفت و گله داری است. راهش اتومبیل رو و دارای چاه نفت می‌باشد. ساکنین از شاخهٔ هفت لنگ بختیاری و از طایفه شهنی هستند.